# Les Essarts-le-Vicomte
Les Essarts-le-Vicomte je francouzská obec v departementu Marne v regionu Grand Est. Žije zde 135 obyvatel.

## Poloha obce
Obec leží na jihozápadě departementu Marne.

### Sousední obce
| Růžice kompasu |                     | Escardes               | Châtillon-sur-Morin | Růžice kompasu |
| Růžice kompasu | Bouchy-Saint-Genest | Sever                  | La Forestière       | Růžice kompasu |
| Růžice kompasu | Bouchy-Saint-Genest | Les Essarts-le-Vicomte | La Forestière       | Růžice kompasu |
| Růžice kompasu | Bouchy-Saint-Genest | Jih                    | La Forestière       | Růžice kompasu |
| Růžice kompasu | Nesle-la-Reposte    |                        |                     | Růžice kompasu |